# VfL Bergen 94
VfL Bergen 94 is een Duitse voetbalclub uit Bergen auf Rügen, Mecklenburg-Voor-Pommeren.

## Geschiedenis
De club werd in 1938 opgericht als Einheit Bergen. Na de Tweede Wereldoorlog werd de club ontbonden. De club werd heropgericht als Rugia Bergen en nam in 1949 de naam KWU Bergen aan en in 1951 Einheit Bergen. Nadat de Deutsche Reichsbahn sponsor werd van de club werd het een BSG onder de naam BSG Lokomotive Bergen.
Door de uitbreiding van de DDR-Liga van twee naar vijf reeksen promoveerde de club in 1971 van de Bezirksliga Rostock naar de DDR-Liga. Na één seizoen degradeerde de club weer. In 1974 werd de club met krappe voorsprong op BSG Motor Wolgast kampioen en keerde terug naar de DDR-Liga. Deze keer speelde de club twee seizoenen op het tweede niveau.
In 1989 degradeerde de club naar de Bezirksklasse. Na de Duitse hereniging werd de naam ESV Bergen aangenomen en in 1994 VfL Bergen 94. De club pendelt voornamelijk tussen de Verbandsliga en de Landesliga. Na het seizoen 2024/25 werd de club kampioen van de Landesliga Ost. Men zag, net als de andere verenigingen uit de top-5, af van promotie.